# Galle (distrikt)

Galledistriktet inom Sri Lanka.

Galle District är ett av Sri Lankas 25 distrikt och som ligger i  Southern Province. Det har en area på 1 652 km². Distriktets huvudstad är Galle. Sinharaja skogsreservat ligger i distriktet.